# Salvation Ministries
Les Salvation Ministries sont une association chrétienne évangélique d'églises pentecôtistes.  Son siège est une megachurch située à Port Harcourt, au Nigeria. Son dirigeant est David Ibiyeomie.

## Histoire
En 1997, après une formation théologique au Word of Faith Bible Institute de Living Faith Church Worldwide à Lagos, David Ibiyeomie va s’installer à Port Harcourt. La dénomination Ministères du salut est fondée en 1997 par David Ibiyeomie et un groupe de moins de 30 croyants. 
En 2010, la dénomination a commencé la construction d’un temple de 120,000 sièges ,.
En 2014, le siège de Port Harcourt compterait 50,000 fidèles. 
En 2017, l’église compterait 5 millions de membres au Nigéria et dans le monde .

## Croyances
L'association est membre de la Pentecostal Fellowship of Nigeria.